# Стерлинг (Оклахома)
Стерлинг (енгл. Sterling) град је у америчкој савезној држави Оклахома.

## Демографија
По попису из 2010. године број становника је 793, што је 31 (4,1%) становника више него 2000. године.
| Група             | 2000.       | 2010.       |
| Белци             | 685 (89,9%) | 650 (82,0%) |
| Афроамериканци    | 0 (0,0%)    | 2 (0,3%)    |
| Азијати           | 0 (0,0%)    | 4 (0,5%)    |
| Хиспаноамериканци | 17 (2,2%)   | 37 (4,7%)   |
| Укупно            | 762         | 793         |